# Scandicci Calcio
Scandicci Calcio là một câu lạc bộ bóng đá Ý tọa lạc tại Scandicci, Tuscany.

## Lịch sử
Câu lạc bộ được thành lập vào năm 1908.

## Màu sắc và huy hiệu
Màu sắc của câu lạc bộ là xanh và trắng.